# Singular
Singular est un logiciel libre de calcul formel spécialisé dans le calcul sur les polynômes, notamment destiné aux calcul en algèbre commutative, théorie des anneaux et géométrie algébrique. Le développement de Singular est mené par Wolfram Decker, Gert-Martin Greuel, Gerhard Pfister et Hans Schönemann, au département de mathématiques de l'université de Kaiserslautern.